# Corinne Brinkerhoff
Corinne Noel Brinkerhoff (...) è una scrittrice e produttrice televisiva statunitense.

## Biografia
Ha lavorato alla serie The Good Wife e Boston Legal. È stata nominata per il Writers Guild of American Award per la migliore serie nel 2010.